# سیاه‌موی و جلالی
سیاه‌موی و جلالی، عنوان یک سرودۀ فولکلوریک فارسی در افغانستان است.

## داستان سیاه‌موی و جلالی
شهر غور در قدیم یکی از حکمرانی‌های هرات به‌شمار می‌رفت و بعدها این منطقه به ولایت ارتقا یافت. جلال‌الدین جلالی باشندۀ این ولایت که هم‌درس سیاه‌موی بوده عاشق او گردید. جلالی جهت به‌دست آوردن پول برای عروسی به شهر میمنه در ولایت فاریاب رفت. چگونگی این رویداد در دوبیتی‌های مختلف انعکاس یافته که توسط هنرمندان محلی‌خوان و حتی چوپانان و دهقانان هراتی در دشت و صحرا زمزمه می‌شد و بعداً اشعار توسط استاد عبدالوهاب مددی یه شکل بهتر آهنگسازی گردیده و در رادیو افغانستان پخش شد.

## متن ترانه
| میشا که بَر بَر می‌کنه |  | اَوها که شَر شَر می‌کنه |
| دل یادِ دلبر می‌کنه   |  | تا کی بنالم سبزه‌موی |

| جلالی عاشق روی سیاه‌موی   |  | اسیر چشم جادوی سیاه‌موی    |
| کُنَد سجده جلالی از سرِ صدق |  | به محراب دو ابروی سیاه‌موی |
| میشا که بَر بَر می‌کنه      |  | اَوها که شَر شَر می‌کنه       |
| دل یاد دلبر می‌کنه        |  | تا کی بنالم سبزه‌موی       |

| سیاه‌مو بر لب بام ایستاده   |  | بنای عشق‌بازی را نهاده   |
| مرا کی در نظر دارد سیاه‌موی |  | نگاهش بر غلط سویم فتاده |

| شفق از موج دریا می‌زند سر |  | چو لعل از سنگ خارا می‌زند سر |
| طلوع صبحدم روی سیاه‌موی   |  | ز برج آشکارا می‌زند سر       |

| سیاه‌مویم سیاه پوشیده امشب  |  | ز غمهایش دلم جوشیده امشب   |
| مرا کی در نظر دارد سیاه‌موی |  | می از جام دیگر نوشیده امشب |

| اگر مُردَم سیاه‌موی وفادار    |  | به خاکم کن، بکس محتاج مگذار |
| شهید عشق را غُسل و کفن نیست |  | طریق عاشقی اینست ای یار     |

| بُتِ سیمین سیاه‌موی خماری       |  | مرا با درد و غم تا کی گذاری |
| اگر مُردَم به این دشت و بیابان |  | به دست خویشتن بر خاکم گذاری |

## محلی‌خوانان ترانۀ  سیاه‌موی و جلالی
آهنگ‌های محلی معمولاً با سازهای دوگانه، سه‌گانه، و چهارگانه اجرا شده و گاهی هم به صورت منفرد بدون ساز توسط چوپانان و دهقانان هنگام کار خوانده می‌شود. محلی‌خوانان مشهور هراتی که این ترانه را خوانده‌اند عبارتند از:
- عبدالوهاب مددی